# Бабаев, Курбан Латыпович
Курбан Латыпович Бабаев (26 декабря 1910, Акмолинск — 5 августа 2000, Ташкент) — советский геолог, директор САИГИМС Министерства геологии СССР и Института геологии АН Узбекистана, доктор геолого-минералогических наук, профессор.

## Биография
Родился 26 декабря 1910 года в г. Акмолинске (ныне — Астана, Казахстан) в семье служащего. Неполное среднее образование он получил в родном городе, там же учился в школе-интернате с педагогическим уклоном.
В 1929 году К. Л. Бабаев приехал в г. Ташкент и поступил на рабфак при Среднеазиатском индустриальном институте (САИИ), после окончания которого в 1931 году был зачислен студентом на горный факультет этого института. Будучи студентом по рекомендации профессора Т. Н. Кары-Ниязова он преподает математику в национальной группе геофизического отделения физико-математического факультета Среднеазиатского государственного университета (САГУ). В студенческие годы работает коллектором, прорабом, а затем заместителем начальника Учимчакской геологоразведочной партии, заместителем управляющего Среднеазиатского отделения треста «Цветметразведка». Благодаря этому в 1933 году, когда академик А. Е. Ферсман в составе Таджикско-Памирской экспедиции приехал в г. Ташкент, он оказался в числе тех, кто сопровождал его на месторождения в Чаткальских горах. Эта встреча стала определяющая в дальнейших взаимоотношениях учителя и ученика, а последняя их встреча произошла в г. Фрунзе (Бишкек), в 1940 г. когда К. Л. Бабаев докладывал о своем открытии месторождения кобальта, единственного в Средней Азии и сопровождал А. Е. Ферсмана в поездке на месторождение Актюз. Это было незадолго до начала войны.
В 1936 году К. Л. Бабаев окончив САИИ получает направление на работу в Среднеазиатское отделение треста «Цветметразведка». С 1938 года К. Л. Бабаев работает начальником и главным геологом поисковых и геологоразведочных партий Узбекского и Киргизского геологических управлений. В этот период он проводит поиски и разведку месторождений вольфрама, кобальта, золота и др.
В 1942 году К. Л. Бабаев отправляется на фронт Великой Отечественной войны, где он воевал в составе 5-го отдельного гвардейского саперного батальона, действующего на Западном фронте в Смоленском направлении. Из-за контузии был демобилизован в 1943 году. В том же году был назначен главным геологом рудника Меликсу, где сумел в кратчайшие сроки увеличить добычу вольфрама в несколько раз. Правительство высоко оценило самоотверженный труд К. Л. Бабаева в годы Великой Отечественной войны, наградив его Почетной грамотой Президиума Верховного Совета УзССР за большие достижения в области открытия, разведки месторождений вольфрамовых руд и по увеличению добычи концентрата.
С 1946 года, когда его направили на работу в институт геологии АН УзССР он прошёл путь от старшего научного сотрудника, заведующего лабораторией, заместителя директора по научной части до директора. Находясь на ответственном посту руководителя, К. Л. Бабаев провел большую работу по созданию лабораторной базы института, геологического музея, подбору коллектива научных сотрудников, подготовки национальных научных кадров, организации и разработки крупных проблем, имеющих важное значение для развития народного хозяйства Узбекистана.
Работая в институте, К. Л. Бабаев проявил себя не только как опытный организатор, но и как талантливый исследователь в области петрологии и геологии рудных месторождений. В этот период он возвращается к проблеме скарнов. Детально изучив вольфрамовое месторождение Койташ, он в 1949 году успешно защитил кандидатскую диссертацию на тему «Петрология Койташского скаронового поля».
Верный ученик и последователь А. Е. Ферсмана, он значительно развил его учение о пегматитах по вопросам морфологии и внутреннего строения.
Для трактовки генезиса пегматитов необходимы были детальные исследования материнских магматических пород. В этой связи К. Л. Бабаев досконально изучил гранитоидные интрузивы Западного Узбекистана, а результаты изложил в ряде статей и вышедшей в свет в 1954 году монографии «Петрография Алтын — Тауского гранитоидного массива». По завершении исследования пегматитов К. Л. Бабаев опубликовал в 1960 году монографию «Гранитные пегматиты Средней Азии», которая завоевала широкое признание у геологов, занимающихся этой проблемой. В 1962 году по этой же теме в ВИМСе (Москва) он успешно защитил диссертацию на соискание ученой степени доктора геолого-минералогических наук.
27 июля 1957 г. К. Л. Бабаев назначается первым директором вновь создающегося научного центра — Среднеазиатского научно-исследовательского института геологии и минерального сырья Министерства геологии СССР (САИГИМС). На этом посту в полной мере проявились его незаурядные организаторские способности по созданию в короткий срок ведущего научного центра в области геологии полезных ископаемых, методики и техники разведки, экономики и технологии минерального сырья. Благодаря неутомимой энергии К. Л. Бабаева и неуклонному стремлению к новым научным достижениям молодой институт с первых же шагов взял курс на решение важнейших геологических проблем научно-прикладного значения. Институт быстро набирает авторитет. В 1958 г. К. Л. Бабаева избирают Председателем Совета директоров институтов Министерства Геологии СССР.
Под его руководством и непосредственном участии институт завершил в 1959 году первую крупную сводку по минеральным ресурсам региона. Была составлена и издана «Карта полезных ископаемых Средней Азии» масштаба 1:500000 с монографическим описанием (в объёме 70 печатных листов) и подробным кадастровым приложением. Выполненный за два года, в период становления института, этот фундаментальный труд явился итогом полувекового исследования региона. Он позволил дать объективную оценку минерально-сырьевым ресурсам Среднеазиатских республик и послужил основой для планирования дальнейших геологоразведочных работ.
Высшая Аттестационная Комиссия СССР присвоила К. Л. Бабаеву в 1963 году ученое звание профессора.
Свои теоретические разработки К. Л. Бабаев постоянно стремился довести до сведения широкой геологической общественности, выступая с докладами и участвуя в дискуссиях на многих Всесоюзных и Республиканских семинарах, совещаниях, симпозиумах. Как ведущий ученый Средней Азии он три раза достойно представлял узбекскую науку на Международных геологических конгрессах в 1956 г. в Мексике, в 1964 г.в Индии, в 1984 г. в Москве. На XXII сессии конгресса в Дели (Индия) он был избран председателем секции. С 1983 года он являлся действительным членом Международной Ассоциации по генезису рудных месторождений (США).
Умер 5 августа 2000 года в Ташкенте, похоронен на кладбище «Тешик-капкак».

## Научные работы
К. Л. Бабаев является автором 168 опубликованных научных работ и 75 научно-специализированных, которые посвящены актуальным проблемам геологии, металлогении и прогнозирования месторождений рудных полезных ископаемых, отдельным философским вопросам.

### Некоторые научные работы
- Бабаев К. Л. Лянгарское месторождение шеелита и молибденита // Соц. наука и техника. Комитет наук УзССР. 1937.Н5. С.20-29.
- Бабаев К. Л. К вопросу золотоносности Нура-Тау // Изв. АН УзССР. 1947. N2. С.78-86.
- Бабаев К. Л. Генетическая характеристика кварцевых образований хребта Нура-Тау // Тр. Ин-та геологии АН УзССР. 1951. Вып.6. С.239-248.
- Бабаев К. Л. Некоторые генетические особенности скарнов Койташа // Зап. Узб. отд. Всесоюз. минерал. об-ва. 1952; Вып.1. С.96-104.
- Бабаев К. Л. Петрография Алтынтауского гранитоидного массива // Отв. ред. А. Б. Баталов. Ташкент: АН УзССР, 1954.55 с. карта.
- Бабаев К. Л. Взаимоотношения пегматитов и скарнов Кара-Тюбе и их генетические особенности // Бюл. науч.-исслед. работ САИГИМСа. 1959. Вып.1. С.25-39.
- Бабаев К. Л. Гранитные пегматиты Средней Азии (Внутреннее строение и морфология) // Отв. ред. Л. А. Быков. Ташкент,1960. 349 с. (М-во геол. и охр. недр СССР.САИГИМС. Труды вып. 1).
- Бабаев К. Л. Количественная характеристика магматизма Средней Азии // Узб. геол. журн. 1963. N4. С.51 −59.
- Бабаев К. Л. Генетические особенности гранитных пегматитов Средней Азии // Минералогия и генезис пегматитов. Докл. сов. геологов на XXI сессии межд. геологического конгр. М.: АН СССР, 1960. С.17-28. (Резюме на англ. языке).
- Babaev К. Geological-Metallogenic Zonation of Pegmatite-Bearing Territories of Central Asia// Report of the XXII Session International Geological Congress. Part VI/ Proceedings of Section 6. Minerals and Genesis of Pegmatite’s. New Delhi, India, 1964, p.p. 242—260.
- Бабаев К. Л. Генетическая классификация эндогенных рудных месторождений // Сов.геол. 1965. Вып. N9. С.33-46.
- Бабаев К. Л. Геолого-металлогеническое районирование пегматитовых территорий Средней Азии // Минералогия и генезис пегматитов. М.: Недра, 1965. С. 13-28.
- Бабаев К. Л. Геология и металлогения редкометального оруденения Средней Азии // Бюл. НТИ. Геология месторождений полезных ископаемых; региональная геология. М.: ВИЭМС, 1967. N8. С.23-25.
- Бабаев К. Л. Комплексная металлогеническая карта Тянь-Шаня // Закономерности размещения полезных ископаемых. Т.9. М.: Наука, 1970. С.101-107.
- Бабаев К. Л. Принципы и методы составления мелкомасштабных металлогенических и прогнозных карт // Принципы и методика составления металлогенических и прогнозных карт рудных полей и районов. М.: Недра, 1973. С.148-160.
- Бабаев К. Л. Зональность как главная форма в развитии природных процессов // Закономерности размещения эндогенных месторождений полезных ископаемых Средней Азии. Ташкент: САИГИМС. 1975. С.54-101.
- Бабаев К. Л. Пути развития производительных сил Средней Азии в трудах академика А. Е. Ферсмана // Проблемы минерального сырья. М.: Наука, 1975. С.236-266.
- Бабаев К. Л. Генетические типы редкометальных месторождений гранитоидного ряда и закономерности их размещения (на примере Тянь-Шаня) // Проблемы геологии и генезиса скарново-рудных месторождений Средней Азии. Ташкент: Фан, 1977. С.238-241.
- Бабаев К. Л. Генетическая связь оруденения. золота с магматизмом // металлогенические проблемы Средней Азии. Ташкент: Фан, 1982. 117
- Бабаев К. Л. Генезис золоторудных месторождений // Актуальные вопросы геологии, минералогии и геохимии золота и серебра Средней Азии. Ташкент: САИГИМС. 1983. С.11-26.
- Бабаев К. Л. Геолого-генетические модели одного рудного района Средней Азии // Металлогенические проблемы Средней Азии. Ташкент: Фан, 1987. С.112-125.
- Babaev К. Endogenic Metallogeny of Western Tien-Shan// Report of the 8th JACOD Symposium, Ottawa, Canada, 1990, p. 128.
- Бабаев К. Л. Принципы и основные итоги металлогенических исследований САИГИМСа // Отв.ред. Х. А. Акбаров. Ташкент, 1993.25 с.
- Бабаев К. Л. Тектоно-структурные факторы и их рудоконтролирующее значение // Ред. Х. А. Акбаров. Ташкент, 1995.69 с.
- Бабаев К. Л. Металлогения и генезис золоторудных месторождений // Ташкент: ИМР, 1996. 36 с.

## Награды
В 1976 году ему было присвоено почетное звание «Заслуженный деятель науки Узбекской ССР» и в 1981 году «Почетный разведчик недр СССР».
К. Л. Бабаев награждён орденами «Трудового Красного Знамени», «Отечественной войны», медалями «За трудовое отличие», «За доблестный труд в ознаменования 100-летия со дня рождения В. И. Ленина», "За победу над Германией в Великой Отечественной войне 1941—1945 гг. ", "За доблестный труд в Великой Отечественной войне 1941—1945 гг. ", «Ветеран труда», «Жасорат», рядом медалей за участие в Великой Отечественной войне и четырьмя Почетными грамотами Президиума Верховного Совета УзССР. В 1995 г. Международная Академия Наук о природе и обществе наградила его серебряной медалью «За заслуги в деле возрождения науки и экономики России».

## Общественная деятельность
К. Л. Бабаев свои служебные обязанности постоянно сочетал с разнообразной общественной деятельностью. Был избран депутатом четырёх созывов Ленинского райсовета г. Ташкента и проводил большую работу в составе депутатских комиссий.
Профессор К. Л. Бабаев долгие годы являлся постоянным председателем и членом нескольких Ученых Советов по защите кандидатских и докторских диссертаций. Под его руководством подготовлено и защищено 18 диссертаций на соискание ученой степени кандидата геолого-минералогических наук.
Многогранна и его педагогическая деятельность. С 1946 по 1965 годы он преподавал в Ташкентском политехническом институте им. Беруни на кафедрах полезных ископаемых и методики геологоразведочных работ.
Он был главным редактором «Бюллетеня научно-исследовательских работ САИГИМС», «Ученые записки САИГИМС», членом редколлегии журнала «Записки Узбекского отделения Всесоюзного минералогического общества».